# José Ramón Torregrosa
José Ramón Torregrosa Peris (Játiva 1940-Madrid 2016) fue un sociólogo español, catedrático de Psicología Social de la Universidad Complutense de Madrid. Introductor de la psicología social en España y fundador del primer departamento universitario de esta área en la Facultad de Ciencias Políticas y Sociología de esta universidad. Contribuyó decisivamente a la consolidación intelectual y académica de la disciplina en España y Latinoamérica.

## Biografía

### Primeros años en Játiva
José Ramón Torregrosa Peris nació en Játiva (Valencia) el 16 de mayo de 1940. Su infancia y adolescencia transcurrieron en esta ciudad, donde cursó estudios de bachillerato en la antigua Casa de la Enseñanza, empezó a amar la música y a cultivar la lectura y el debate intelectual, y fue capitán del equipo juvenil de fútbol local. La etapa de Játiva, además del valenciano como lengua materna, le dejó un profundo agradecimiento y una solidaridad permanente con sus padres y hermanas, así como la amistad con su grupo de amigos del instituto hasta el final de su vida.

### Formación académica
El inicio de su juventud estuvo marcado por sus primeros viajes al extranjero (Francia, Portugal, Inglaterra) y por sus estudios universitarios en Madrid, donde en 1964 se licenció en Ciencias Políticas, Económicas y Comerciales por la Universidad Complutense. En estos años conoció a su mujer, la también socióloga Mª Ángeles Durán Heras y a algunos de los que serían sus grandes amigos entre los compañeros de estudios y profesión. En esta etapa recibió las enseñanzas de profesores insignes como José Luis López Aranguren, José Antonio Maravall, Luis Díez del Corral, Luis Valenciano o Salustiano del Campo. Entre 1964 y 1966 amplió su formación, becado por la Comisión Fulbright y por la Fundación March, en el “Institute for Social Research” de la Universidad de Míchigan, donde asistió a cursos y seminarios del Programa Doctoral de Psicología Social con profesores tan prestigiosos como William A. Gamson, Werner S. Landecker, Arnold S. Tannenbaum, Robert Zajonc, Dorwin P. Cartwright, Daniel Katz y, muy especialmente, Herbert C. Kelman con quien estableció vínculos profesionales y de amistad hasta el final de su vida. En 1971 se doctoró en la Facultad de Ciencias Políticas y Sociología de la Universidad Complutense de Madrid. Su tesis doctoral, Conciencia generacional y política de la juventud española, dirigida por el profesor Salustiano del Campo, fue merecedora del Premio Extraordinario. En 1973-74 regresó como investigador “Visiting Scholar” al “Institute for Social Research” de la Universidad de Míchigan con una beca Fulbright Posdoctoral. A su vuelta de Míchigan organizó y asistió, en el Instituto Nacional de Ciencias de la Educación, a un Seminario sobre “Dinámica del cambio planificado” impartido por Ronald Lippitt, discípulo de Kurt Lewin.

### Trayectoria profesional
La trayectoria profesional de José Ramón Torregrosa estuvo marcada, desde muy pronto, por su doble vocación docente e investigadora. Entre 1966 y 1971 fue director de Proyectos de Investigación y Jefe del Departamento Técnico en el Instituto de la Opinión Pública (actual Centro de Investigaciones Sociológicas). En 1967 fue nombrado profesor ayudante de la Facultad de Ciencias Políticas, Económicas y Comerciales de la Universidad Complutense de Madrid. En 1969 pasó a formar parte de la recién inaugurada Facultad de Ciencias Políticas y Sociología de la UCM, de cuya comisión elaboradora del primer Plan de Estudios fue miembro activo, además de contribuir a su puesta en marcha institucional como vicesecretario de la Facultad (1971-72) y Vicedecano (1977-78). Como docente, fue profesor adjunto interino y profesor encargado de curso (1969-70), profesor adjunto por oposición (1970-74), profesor agregado interino (1971-75) y profesor agregado numerario (1975-78). Simultáneamente, fue Jefe del Servicio de Asistencia a Grupos Minoritarios en la Dirección General de Planificación Social en 1973-74, y Director de Proyectos de Investigación en el Gabinete de Investigación y Evaluación del Instituto Nacional de Ciencias de la Educación en 1974-75.
En 1978, José Ramón Torregrosa obtuvo una plaza de Catedrático Numerario en la Facultad de Ciencias Empresariales de la Universidad de Valencia, donde fue director del Departamento de Sociología. Durante esta etapa, José Ramón Torregrosa impulsó de forma decisiva la institucionalización y dinamización de la sociología valenciana, y contribuyó activamente a hacer realidad la creación de la Asociación Valenciana de Sociología en 1979. Su regreso a la Universidad Complutense de Madrid como catedrático se produjo en 1980. En las décadas de los 70 y 80 también nacieron sus hijos Isabel, Alfonso y José Ramón.
En el contexto de expansión de las universidades existentes y de creación de las nuevas en los años 80, José Ramón Torregrosa contribuyó de forma decisiva al desarrollo de la Sociología y de la Psicología Social en España, apoyando siempre de forma incondicional a sus colegas. Por una parte, fueron años de enorme esfuerzo para cumplir con las exigencias de institucionalización, modernización e internacionalización demandadas por la Universidad española en cuanto a formación de doctores y creación y desarrollo de departamentos con profesores e investigadores adecuadamente formados en el área. Esta labor realizada en España se hizo extensible a Latinoamérica desde finales de la década de los 80 hasta el final de su vida. Tanto en Sociología como en Psicología Social, esta tarea incluyó su implicación activa en la organización de importantes Encuentros y Congresos científicos nacionales e internacionales, como los Congresos Nacionales de Psicología Social de Barcelona (1980), Madrid (1981), Las Palmas (1983), Granada (1985) o San Sebastián (1997); el Encuentro de Psicología Social Aplicada de Madrid (1986); el Congreso Mundial de Sociología de Madrid (1990); los Encuentros Hispano-Lusos de Psicología Social de Tomar (1987), El Escorial (1992), Oporto (2001) y Lisboa (2008); los Encuentros Hispano-Soviéticos de Psicología Social de Madrid (1988) y Moscú (1991); el I Congreso Iberoamericano de Psicología de Madrid (1992); o el Congreso de la Sociedad Interamericana de Psicología de Santiago de Chile (1993). También apoyó activamente la creación y desarrollo de las principales revistas científicas españolas y latinoamericanas. Pero, por encima de todo, José Ramón Torregrosa fue un generosísimo y siempre disponible referente intelectual para todos aquellos que solicitaban su ayuda para preparar cursos, tesinas, tesis, proyectos de investigación, etc.
Entre 1989 y 1991 llevó a cabo una Acción Integrada de Cooperación Científica con el Departamento de Psicología Social de la Universidad de Cambridge (UK) dirigido por Colin Fraser En 1993 realizó una estancia como “Visiting Scholar” y fue nombrado “Overseas Fellow” del Churchill College de la Universidad de Cambridge (UK).
En estos años dirigió, como investigador principal, varios proyectos subvencionados por la CICYT sobre “Significados del trabajo”, “Valores y grupos ocupacionales”, “Percepciones e imágenes recíprocas entre los países de la Comunidad Iberoamericana de Naciones” y “El cambio de valores sociales y políticos: Un análisis comparado”. En la década de los 90 también colaboró con Juan Díez Nicolás en la puesta en marcha en España del “Estudio Mundial de Valores” (WVS), coordinado por Ronald Inglehart, así como en algunos estudios del Centro de Investigaciones sobre la Realidad Social (CIRES).
Entre 1990 y 1992, José Ramón Torregrosa fue Coordinador responsable del Área de Psicología y Ciencias Sociales de la ANEP (Agencia Nacional de Evaluación y Prospectiva) del Ministerio de Educación y Ciencia. En esta tarea puso todo su empeño y entusiasmo con el objetivo de favorecer y facilitar el desarrollo de la investigación científico-social en España.
A lo largo de su vida, también organizó y promovió importantes encuentros y actividades de intercambio entre psicólogos sociales españoles y colegas de gran prestigio internacional como Henri Tajfel, Kenneth Gergen, Sheldon Stryker, Rom Harré Colin Fraser, Herbert C. Kelman, Ignacio Martín Baró y otros muchos.
En sus últimos veinte años, su permanente interés por la aplicación del conocimiento le llevó a profundizar en la sociología clínica. Estableció una relación profesional permanente con sus colegas de la Universidad de París VII Jacqueline Barus-Michel y Vicent de Gaulejac. Esta línea de trabajo se materializó en su asistencia y participación en encuentros, seminarios y conferencias internacionales de Sociología Clínica celebradas en París y en Madrid; en el impulso de líneas de investigación y en la dirección de tesis doctorales de este ámbito; y en la creación y dirección de un Seminario Permanente de Sociología Clínica en el Departamento de Psicología Social de la Facultad de Ciencias Políticas y Sociología de la UCM.

### Últimos años
Profesor emérito hasta su jubilación en julio de 2012, siguió intelectualmente activo hasta el final de su vida, el 15 de marzo de 2016 en Madrid. Sus últimos años los pasó entre Madrid y San Martín de Trevejo (Cáceres), donde trasladó gran parte de sus libros y se involucró, con M.ª Ángeles Durán, en diversos proyectos dinamizadores del desarrollo local. Fue su deseo expreso donar su valiosísima biblioteca a la Facultad de Ciencias Políticas y Sociología de la Universidad Complutense de Madrid.

## Contribución a la Psicología Social
Desde su primera estancia en el “Institute for Social Research” de la Universidad de Míchigan, toda la trayectoria profesional, tanto docente como investigadora, de José Ramón Torregrosa estuvo motivada por su persistente voluntad de contribuir a la creación de una infraestructura científica para el desarrollo de la Psicología Social en España. Su libro Teoría e investigación en la psicología social actual, editado en 1974 y revisado en 1984, fue la primera recopilación hecha en nuestro país de textos básicos y un referente para varias generaciones de psicólogos sociales.
Fundador del primer departamento de Psicología Social que hubo en España, en la Facultad de Ciencias Políticas y Sociología de la UCM en 1974, dirigió este departamento durante largos periodos hasta marzo de 2007.
Como profesor, su actividad docente se encaminó desde el principio a la difusión de la psicología social. Con este propósito, empezó a impartir la asignatura “Psicología Social” en el Instituto de Criminología de la Facultad de Derecho de la UCM (1966-1968), en la “Escuela Crítica de Ciencias Sociales” (CEISA) (1966-1969), en la Escuela de Psicología y Psicotecnia de la UCM (1969-1972), y en la Facultad de Ciencias Políticas y Sociología de la UCM. En esta última, José Ramón Torregrosa impulsó activamente la inclusión de la psicología social en los sucesivos planes de estudio de Sociología primero, y de Ciencias Políticas, Relaciones Internacionales, Antropología y otras titulaciones posteriores después, así como de Programas de Doctorado en Psicología Social. Con una orientación interdisciplinar y una perspectiva sociológica y crítica de la psicología social, José Ramón Torregrosa desarrolló una docencia amplia que abarcaba desde contenidos conceptuales y metodológicos básicos hasta exploraciones de posibles aplicaciones (Psicología Social Aplicada, Sociología Clínica), y desde niveles introductorios hasta cursos monográficos y de doctorado o Masters en universidades españolas y extranjeras. Como profesor profundamente implicado en su labor docente, José Ramón Torregrosa se volcaba siempre en la preparación de sus clases, conferencias y artículos con una seriedad y un rigor intelectual excepcionales, creando escuela entre las principales figuras de la psicología social española y latinoamericana actual.
En esta tarea de impulsar el desarrollo de la Psicología Social en España, José Ramón Torregrosa contaba con referentes como Mariano Yela y Salustiano del Campo, a quienes consideraba como los dos principales introductores de la psicología y la sociología modernas en España. En el caso de la psicología social, al tratarse de una disciplina incipiente, con un estatuto epistemológico (e institucional) incierto, y atravesando una crisis paradigmática, no era fácil prever qué líneas de investigación serían más productivas. Por ello, cualquier estrategia debía basarse, en su opinión, en dos tareas fundamentales previas. En primer lugar, una consideración filosófica y sociológico-científica de los supuestos, prácticas y estilos de investigación predominantes. En segundo lugar, una valoración de la adecuación y pertinencia de tales estilos en general, y en referencia a nuestro contexto específico.
La obra de José Ramón Torregrosa pone de manifiesto la presencia de estos dos grandes ejes de reflexión en todo su largo y fecundo recorrido, en un contexto disciplinar complejo caracterizado por un desarrollo histórico dominante de modelos epistemológicos de corte sesgada e inadecuadamente individualista-naturalista y empírico-positivista. Partiendo del carácter peculiar de la psicología social como disciplina puente entre la psicología y la sociología, José Ramón Torregrosa defendió constantemente ante los sociólogos la pertinencia de introducir el nivel de análisis psicosociológico como parte sustantiva de la reflexión sociológica, y debatió incansablemente con los psicólogos sobre la naturaleza fundamentalmente histórica y social del ser humano. Con respecto a los sociólogos, José Ramón Torregrosa fue uno de los grandes impulsores del interaccionismo simbólico en España. Con respecto a los psicólogos, y por encima de las discrepancias epistemológicas fundamentales de las que era plenamente consciente, José Ramón Torregrosa promovió y apoyó generosamente la creación de departamentos de Psicología Social en las principales facultades de Psicología españolas dando apertura a todo tipo de orientaciones.

En este empeño, la revista Interacción social, que dirigió a principios de la década de los 90, pretendió ser algo más que un vehículo de expresión y comunicación científica. Como señalaba el Prof. Torregrosa en su presentación: 
“El nombre de la revista, Interacción social, no es una casualidad. Responde a la convicción de que este concepto ha catalizado en su derredor un núcleo problemático en el que se ha legitimado la existencia misma de la psicología social, sirviendo además de encrucijada comunicativa interdisciplinaria y de punto de encuentro en la periferia de distintas ciencias sociales. Posiblemente, la misma conciencia de marginalidad respecto de los centros disciplinarios convencionales, permitió a la Psicología Social que la naturaleza de los problemas dictase el modo de abordarlos antes que las restricciones reificantes de los niveles de análisis la redujesen, un tanto artificialmente, al naturalismo biologicista o la extrapolasen hacia las superestructuras culturales sociales. La noción de interacción invita a mirar el comportamiento humano como algo distinto al mero resultado de resortes neurofisiológicos o a la mecánica ejecución de prescripciones normativas de roles institucionalizados. La interacción social no es sólo el escenario en el que todo ello ha de manifestarse, es igualmente en su mismo discurrir, elemento constitutivo de la subjetividad individual y colectiva.” (Torregrosa 1991, 9)
 Entre sus grandes contribuciones epistemológicas pueden destacarse su recuperación del legado historicista orteguiano para la psicología social, su permanente reflexión sobre la aplicabilidad del conocimiento científico-social, y su constancia en la exploración y puesta en práctica de líneas de investigación útiles para sus contextos específicos de surgimiento e intervención.

### Necrológicas
- El País: http://politica.elpais.com/politica/2016/03/28/actualidad/1459121006_744067.html
- UCM: http://politicasysociologia.ucm.es/noticias/nota-de-presnsa-sobre-jose-ramon-torregrosa-peris
- Socioclínica: http://www.socioclinica.com/fallecimiento-del-profesor-jose-ramon-torregrosa-peris/